# Millettia hockii
Millettia hockii är en ärtväxtart som beskrevs av De Wild. Millettia hockii ingår i släktet Millettia och familjen ärtväxter. Inga underarter finns listade i Catalogue of Life.